# A Map of All Our Failures
A Map of All Our Failures (рус. «Карта всех наших неудач») — одиннадцатый полноформатный студийный альбом группы My Dying Bride, выпущенный в 2012 году лейблом Peaceville Records.

## Об альбоме
Дословно название переводится как «Карта всех наших неудач», но более литературным языком название данного альбома можно перевести как: «Список наших поражений». На данном альбоме, в отличие от предыдущего, группа вернулась к привычной для неё атмосфере дум метала.
Оформлением альбома занимался Rhett Podersoo.

## Список композиций
1. «Kneel Till Doomsday» — 07:52
2. «The Poorest Waltz» — 05:08
3. «A Tapestry Scorned» — 08:00
4. «Like a Perpetual Funeral» — 08:32
5. «A Map of All Our Failures» — 07:52
6. «Hail Odysseus» — 08:54
7. «Within the Presence of Absence» — 08:50
8. «Abandoned as Christ» — 08:38

## Участники записи
- Aaron Stainthorpe — вокал
- Andrew Craighan — гитара
- Hamish Hamilton Glencross — гитара
- Shaun Macgowan - клавишные, скрипка
- Lena Abé — бас-гитара
- Shaun Taylor-Steels — ударные